# Émile de Toulgoët-Tréanna
Pour les articles homonymes, voir Toulgoët.
Émile de Toulgoët-Tréanna, né le 30 août 1833 à Chassy (Cher) et mort le 24 mars 1925 à Saint-Georges-sur-la-Prée, est un historien français.

## Biographie
Appartenant à une ancienne famille bretonne, les Le Goazre, Émile-Marie Le Goazre de Toulgoët est né au château de Villiers, à Chassy, le 30 août 1833. Il est le fils de Marie-Catherine de Bonnault de Villemenard (1809-1899) et de Julien-Marie Le Goazre de Toulgoët (1796-1880), ancien capitaine au corps royal d'état major, chevalier de l'ordre espagnol de Saint-Ferdinand. 
Ayant relevé parmi ses ancêtres le nom de Tréanna, appartenant à une famille bretonne éteinte dont la noblesse avait été reconnue en 1668, Émile demande et obtient, par un décret impérial du 17 mars 1866, d'ajouter à son nom patronymique celui de Tréanna et de s'appeler désormais « de Toulgoët-Tréanna ».
En 1867, il épouse à Lué Sara-Marie-Emma-Françoise Bernard de Gautret (née en 1845), fille du vicomte de Gautret. Le couple a cinq enfants avant de se séparer en 1877. D'abord réglée par un « tribunal de conscience » présidé par l'évêque d'Angers, Mgr Freppel, cette séparation est prononcée par un vrai tribunal à la fin de l'année 1881.
Ancien chambellan de Pie IX devenu comte romain par un bref pontifical de 1881, confirmé en France par décret  du 21 novembre 1874, Émile de Toulgoët-Tréanna est camérier secret des papes Léon XIII et Pie X, chevalier de l'ordre souverain de Malte (depuis 1862), commandeur de Saint-Grégoire et du Saint-Sépulcre. Ses armoiries personnelles sont composées ainsi : écartelé, aux 1 et 4 d'argent au mascle d'azur [qui est de Tréanna], aux 2 et 3 d'azur au chevron d'or, accompagné en chef de deux étoiles, et en pointe d'un dauphin couronné, du même [qui est de Bonnault de Villemenard] ; sur le tout, d'argent à la croix pattée de sinople, contournée de quatre molettes de sable [qui est des Le Goazre] ; au chef de la religion [ou de Jérusalem].
Passionné d'histoire, le comte de Toulgoët-Tréanna a notamment publié une histoire de la ville de Vierzon et plusieurs articles dans des revues de sociétés savantes.
Âgé de 91 ans, le comte de Toulgoët-Tréanna meurt le 24 mars 1925 dans son château de Rozay, à Saint-Georges-sur-la-Prée.

## Publications principales
- Noblesse, blason, ordres de chevalerie : manuel héraldique, Paris, Dentu, 1859, 254 p. (consultable en ligne sur Google Livres, également consultable en ligne sur HathiTrust).
- Les Musées de Rome, précédés d'une Étude sur l'histoire de la peinture en Italie, Paris, Renouard, 1867, 395 p. (consultable en ligne sur Gallica).
- Histoire de Vierzon et de l'abbaye de Saint-Pierre, avec pièces justificatives, plans, sceaux, monnaies seigneuriales, Paris, Picard, 1884, 536 p.
- « Les comptes de l'hôtel du duc de Berry (1370-1413) », Mémoires de la Société des antiquaires du Centre, vol. XVII (1889-1890), Bourges, 1890, p. 65-175 (consultable en ligne sur Gallica).
- Nobiliaire du Berry : généalogie de la maison Le Roy, Bourges, 1895, 63 p. (consultable en ligne sur Gallica).
- Recherches de la noblesse en Berry d'après des documents inédits, Bourges, 1901, 273 p.
- Les Commanderies de Malte en Berry, Bourges, 1909, 93 p.